# Mammillaria polythele subsp. obconella
Mammillaria obconella, o Mammillaria polythele subsp. obconella, es una especie de planta perteneciente a la familia de las cactáceas. Es endémica de México. Su hábitat natural son los áridos desiertos. Se ha extendido por el mundo como planta ornamental.

## Descripción
Es una planta perenne carnosa y globosa con las hojas transformadas en espinas, de color verde y con las flores de color rojo. Alcanzan un tamaño de 15 centímetros de diámetro. Las 4 espinas radiales están dispuestas de manera diferente y en sentido transversal.

## Taxonomía
Mammillaria polythele subsp. obconella fue descrita por (Scheidw.) D.R.Hunt y publicado en Mammillaria Postscripts 6: 7. 1997.
Etimología
Mammillaria: nombre genérico que fue descrita por vez primera por Carolus Linnaeus como Cactus mammillaris en 1753, nombre derivado del latín mammilla = tubérculo, en alusión a los tubérculos que son una de las características del género.
Sinonimia
- Mammillaria obconella Scheidw.